# 脆叶碎米蕨
脆叶碎米蕨（学名：Cheilanthes fragilis）为凤尾蕨科碎米蕨属下的一个种。生长在石灰岩上，海拔1000米。也分布于中国云南，缅甸（毛淡棉）及马来西亚。少见。模式标本采自缅甸（毛淡棉) 。